# Clásica San Sebastián 1983
De Clásica San Sebastián 1983 is de 3e editie van de wielerklassieker Clásica San Sebastián en werd verreden op 17 augustus 1983. Claude Criquielion kwam na 244 kilometer als winnaar over de streep. 

## Uitslag
| Plaats  | Naam                   | Ploeg              | Tijd     |
| ------- | ---------------------- | ------------------ | -------- |
| Winnaar | Claude Criquielion     | Euro Shop-Splendor | 6’22’54” |
| 2       | Antonio Coll           | Teka               | +14’’    |
| 3       | Reimund Dietzen        | Teka               | z.t.     |
| 4       | Pedro Delgado          | Reynolds-Galli     | z.t.     |
| 5       | Faustino Rupérez       | Zor-Gemeaz         | z.t.     |
| 6       | Carlos Hernández Bailo | Reynolds-Galli     | z.t.     |
| 7       | Stephen Roche          | Peugeot            | z.t.     |
| 8       | Ángel Arroyo           | Reynolds-Galli     | z.t.     |
| 9       | José Recio             | Kelme              | z.t.     |
| 10      | Jesús Rodríguez Magro  | Zor-Gemeaz         | +21’’    |

1981 · 1982 · 1983 · 1984 · 1985 · 1986 · 1987 · 1988 · 1989 · 1990 · 1991 · 1992 · 1993 · 1994 · 1995 · 1996 · 1997 · 1998 · 1999 · 2000 · 2001 · 2002 · 2003 · 2004 · 2005 · 2006 · 2007 · 2008 · 2009 · 2010 · 2011 · 2012 · 2013 · 2014 · 2015 · 2016 · 2017 · 2018 · 2019 · 2020 · 2021 · 2022 · 2023 · 2024